# Pristipomoides auricilla
Pristipomoides auricilla là một loài cá biển thuộc chi Pristipomoides trong họ Cá hồng. Loài này được mô tả lần đầu tiên vào năm 1832.

## Từ nguyên
Từ định danh auricilla được ghép bởi hai âm tiết trong tiếng Latinh: aurum ("vàng") và cilia ("lông mi", ở đây có lẽ ám chỉ "vây đuôi"), hàm ý đề cập đến thùy vây đuôi trên có màu vàng ở loài này.

## Phạm vi phân bố và môi trường sống
P. auricilla có phân bố rộng khắp khu vực Ấn Độ Dương - Thái Bình Dương, từ Seychelles và Comoros (trừ Madagascar) trải dài về phía đông đến quần đảo Hawaii và đảo Rapa Iti, giới hạn phía bắc đến Nam Nhật Bản, phía nam đến Úc, Nouvelle-Calédonie và Tonga. P. auricilla cũng được ghi nhận tại vùng biển Việt Nam.
P. auricilla sống tập trung trên các rạn san hô ở độ sâu khoảng từ 80 đến ít nhất là 360 m.

## Mô tả
Chiều dài cơ thể lớn nhất được ghi nhận ở P. auricilla là 45 cm, nhưng phổ biến hơn với chiều dài khoảng 25 cm. Cá có màu tím nhạt hoặc tím phớt nâu, hai bên có nhiều đốm vàng hoặc các sọc chữ V mờ. Vây lưng màu vàng nhạt đến nâu vàng. Thùy trên của vây đuôi màu vàng. Cá đực trên 27 cm thường có màu vàng ở thùy đuôi dưới nhưng dưới dạng là một vệt đốm, cá cái có thể có hoặc không có màu vàng trên thùy đuôi dưới, nếu có thì cũng không tạo thành đốm rõ rệt.
Số gai ở vây lưng: 10; Số tia vây ở vây lưng: 11; Số gai ở vây hậu môn: 3; Số tia vây ở vây hậu môn: 8; Số tia vây ở vây ngực: 15–16; Số vảy đường bên: 67–74.

## Sinh thái
Thức ăn của P. auricilla là cá nhỏ hơn và họ Salpidae. Cá thể P. auricilla có tuổi thọ lớn nhất được ghi nhận là 32.

## Thương mại
P. auricilla là một loài cá thực phẩm phổ biến ở một số khu vực như tại quần đảo Samoa và Guam, được bán tươi trong các chợ cá.